# Zamarada usambarae
Zamarada usambarae là một loài bướm đêm trong họ Geometridae.